# Rapimento alieno di Pascagoula
Il presunto rapimento alieno di Pascagoula sarebbe avvenuto nel 1973 vicino a Pascagoula, negli USA, ai danni di Charles Hickson e Calvin Parker. Il caso ha avuto una grande attenzione dai mass media. Insieme ai casi dei coniugi Hill, di Herbert Schirmer e di Travis Walton, quello di Hickson e Parker è uno dei casi più noti di presunto rapimento alieno.

## Cronologia degli eventi

### Scenario
La sera di giovedì 11 ottobre 1973 Charles Hickson e Calvin Parker, due operai di un cantiere navale, rispettivamente di 42 e 19 anni, stavano pescando con la lenza sulla riva occidentale del Mississippi, nei pressi della città di Pascagoula. A un certo punto essi avrebbero sentito un suono simile a un ronzio o un sibilo ed avrebbero visto due luci blu lampeggianti; nel cercare di capire di cosa si trattasse, si sarebbero resi conto che un velivolo a forma di sigaro, lungo fra i 9 e 12 metri, alto fra i 2,40 e 3 metri e sormontato da una cupola, era apparso improvvisamente vicino a loro; il velivolo sarebbe sembrato levitare a circa 60 cm dal suolo.
Secondo il loro racconto, sul velivolo si sarebbe aperta una porta e ne sarebbero uscite tre creature che li avrebbero afferrati, facendoli levitare insieme a loro nel veicolo. Entrambi gli uomini dissero di essere rimasti paralizzati e confusi; Parker affermò di essere svenuto per lo spavento. Essi riferirono che le creature erano alte circa 1,50 m e avevano un aspetto umanoide. La pelle di queste creature era grinzosa e di colore chiaro, non avevano apparentemente occhi e avevano tre protuberanze simili a carote situate dove gli umani hanno il naso e le orecchie; le loro teste erano attaccate direttamente al tronco senza collo, avevano delle chele al posto delle mani, le gambe erano fuse insieme in una sola e dal modo in cui si muovevano sembravano robot.
Sulla nave essi si spostavano levitando a pochi centimetri dal pavimento. Hickson raccontò di essere stato esaminato con una specie di occhio meccanico che aveva la forma di un pallone da rugby e un diametro fra i 15 e i 20 cm; tale occhio sembrò fare una scansione del suo corpo. Egli non sapeva ciò che era accaduto a Parker, che disse di non ricordare ciò che era avvenuto sulla nave, benché in seguito, durante l'ipnosi regressiva, raccontò alcuni confusi dettagli. I due uomini sarebbero stati rilasciati dopo circa 20 minuti e le creature li avrebbero fatti tornare indietro levitando, con i piedi di Hickson che strisciavano sul terreno, sulla riva del fiume, depositandoli nella stessa posizione in cui li avevano prelevati.

### Contatto con la polizia
Entrambi gli uomini raccontarono di essere stati terrificati dall'esperienza. Essi si sarebbero recati in macchina per circa 45 minuti, cercando di calmarsi; Hickson raccontò di avere bevuto whiskey. Dopo avere discusso tra loro, avrebbero deciso di raccontare la storia agli ufficiali della base aerea di Keesler, ma il personale della base disse loro che l'USAF non aveva nulla a che fare con i rapporti sugli UFO (il Progetto Blue Book era stato sospeso circa quattro anni prima) e gli suggerirono di fare rapporto alla polizia.
Alle 22.30 circa, Hickson e Parker si recarono nell'ufficio dello sceriffo della contea di Jackson, Mississippi. Essi portarono il pesce gatto che avevano preso durante la pesca, in quanto era l'unica prova della loro storia. Lo sceriffo Fred Diamond disse in seguito che i due uomini sembravano sinceri e veramente spaventati ed in particolare Parker appariva profondamente disturbato, ma nutrì comunque alcuni dubbi sulla storia, dovuta in parte al fatto che Hickson ammise di avere bevuto whiskey.
Dopo avere ascoltato il racconto dei due ed avere posto varie domande, Diamond lasciò i due uomini soli in una stanza, ma prima di uscire accese un registratore senza che essi lo sapessero e se ne accorgessero, allo scopo di ascoltare cosa si fossero detti mentre conversavano in privato, in quanto riteneva che se essi stavano mentendo si sarebbero traditi dopo essere rimasti da soli; i due continuarono invece a parlare tra loro con voce stressata, specialmente Parker, che disse ripetutamente di volersi far visitare da un medico, e non dissero nulla di contrastante con quanto dichiarato in presenza dello sceriffo.
Alla fine, vedendo che la polizia era scettica sulla loro storia, Hickson e Parker chiesero di essere sottoposti al test con il poligrafo per dimostrare la loro sincerità.

## Pubblicità successiva
Hickson e Parker ritornarono al lavoro il giorno successivo. Essi inizialmente non dissero nulla del loro presunto incontro ravvicinato con un UFO avvenuto la sera prima, ma i compagni di lavoro notarono che Parker era ansioso e preoccupato. Durante l'orario di lavoro, lo sceriffo Diamond telefonò ai due uomini, dicendo che alcuni giornalisti erano arrivati nel suo ufficio chiedendo informazioni sull'UFO. Hickson si arrabbiò e accusò Diamond di avere violato la sua promessa di riservatezza, ma lo sceriffo rispose che non era così e che il caso era troppo sensazionale per tenerlo riservato.
Il caposquadra di Hickson e proprietario del cantiere, Johnny Walker, sentì la conversazione da parte dell'operaio e gli chiese cosa era successo. Hickson raccontò quindi la storia al superiore, il quale suggerì di contattare Joe Colingo, un locale procuratore legale, che era cognato di Walker e consulente del cantiere. Colingo incontrò Hickson e Parker e durante la loro conversazione Hickson gli espresse la sua paura di essere stato esposto a radiazioni. Colingo e l'investigatore Tom Huntley portarono Hickson e Parker all'ospedale locale per fare un test sulle radiazioni (il libro di Jerome Clark che racconta la storia non specifica se Huntley fosse un investigatore della polizia o privato). Usciti dall'ospedale, i due uomini andarono nella base aerea di Keesler, dove furono esaminati accuratamente da diversi medici; in seguito, come riferì Huntley, Hickson e Parker furono interrogati dal capo del servizio di informazioni militari della base, mentre l'intero comando della base assisteva alle procedure.
Colingo richiese un contratto per rappresentare Hickson e Parker, ma non si fece nulla, perché Hickson non volle più avere nulla a che fare con Colingo, ritenendo che il procuratore legale avesse solo l'obiettivo di sfruttare il loro caso per ottenere buoni guadagni dal punto di vista finanziario.
Dopo pochi giorni, Pascagoula era al centro dei racconti della stampa internazionale, con i giornalisti che affollavano la città. Il dottor Josef Allen Hynek, consulente del Progetto Blue Book, e il professor James A. Harder, docente di ingegneria all'Università di Berkeley e membro dell'APRO, arrivarono in città per intervistare Hickson e Parker. Harder cercò di ipnotizzare i due uomini, ma essi erano troppo ansiosi e distratti per seguire correttamente la procedura di lavoro, specialmente Parker. Hynek rifiutò di dare un giudizio definitivo sul caso, ma dichiarò che a suo avviso Hickson e Parker erano onesti e sembravano sinceramente stressati.
Stanchi per la pubblicità, Hickson e Parker andarono nella contea di Jones, Mississippi (a circa 150 miglia a nord di Pascagoula), dove speravano di trovare sollievo con i membri delle loro famiglie. Parker fu anche ricoverato in ospedale per quello che Jerome Clark definisce "un collasso emozionale".
In un'intervista rilasciata parecchi anni dopo gli eventi, Hickson disse che l'incontro con l'UFO era stata l'esperienza più terribile della sua vita, nonostante avesse combattuto durante la guerra di Corea, in cui aveva affrontato situazioni molto pericolose; per questo motivo egli pensava di essere riuscito a superare il trauma del rapimento alieno meglio del giovane Parker, che invece non aveva avuto occasione in vita sua di affrontare situazioni terrificanti.

## Poligrafo
Hickson e Parker chiesero volontariamente di sottoporsi all'esame con il poligrafo per provare la loro storia. Alla fine solo Hickson fece l'esame, e l'esaminatore arrivò alla conclusione che egli credeva che la storia del rapimento alieno fosse vera.
Philip J. Klass, giornalista e scettico sugli UFO, scrisse in proposito che l'esame era stato condotto da un giovane operatore che aveva appena concluso la scuola, non aveva completato il suo tirocinio professionale e non aveva ancora sostenuto l'esame di stato di abilitazione. Attraverso il loro legale, Hickson e Parker avevano rifiutato di essere esaminati dal capitano Charles Wimberly, capo operatore di poligrafo presso la vicina Squadra Mobile di Polizia, ed inoltre l'avvocato non aveva contattato alcun operatore con esperienza di poligrafo operante vicino Pascagoula, ma aveva fatto venire da New Orleans, distante più di 100 miglia, il giovane operatore senza esperienza; quest'operatore, per una curiosa coincidenza, lavorava per un amico del legale.

## Obiezioni degli scettici
Un'indagine successiva di Joe Esterhas permise di scoprire alcune informazioni supplementari, che alimentarono lo scetticismo sul rapimento. Il luogo dove sarebbero avvenuti il presunto atterraggio dell'UFO ed il successivo rapimento era perfettamente visibile da due caselli del dazio presidiati 24 ore su 24 e nessun operatore vide niente di particolare quella sera. Il luogo era anche alla portata delle telecamere di sicurezza del vicino cantiere navale Shipyard, che quella notte erano regolarmente funzionanti e non ripresero nulla di strano.

## Argomenti a favore
Nel 2001 l'ufficiale navale in pensione Mike Cataldo rivelò che nel crepuscolo di quello stesso giorno vide uno strano veicolo. Mentre egli viaggiava insieme ai compagni di squadra Ted Peralta e Mack Hanna sulla U.S. Route 90 da Pascagoula a Ocean Springs, un oggetto simile a un grande tamburo con piccole luci lampeggianti si avvicinò da nord-ovest e attraversò l'autostrada prima di librarsi sull'orizzonte e sparire. Appena egli arrivò vicino a casa sua a St. Andrews, Ocean Springs, il veicolo fece una seconda apparizione a una altitudine più bassa.

## Conclusione
Dopo l'evento, Parker ha evitato del tutto la pubblica attenzione per lungo tempo. In un'intervista rilasciata dopo 20 anni dall'accaduto, ha arricchito la sua storia con nuovi particolari. Egli ha raccontato di essere svenuto alla vista delle creature, ma di essere stato successivamente cosciente quando, portato all'interno del veicolo, fu condotto in una stanza situata all'altra estremità di un corridoio posto a sinistra dell'entrata dell'UFO. Egli raccontò che fu steso su un tavolo inclinato ed esaminato da un altro piccolo essere, evidentemente di sesso femminile, che gli inserì un ago alla base inferiore del pene. L'essere comunicò con lui per via telepatica, suggerendogli che era stato preso per una precisa ragione; a questo punto, pur non potendo pienamente definire quale fosse tale ragione, Parker provò la sensazione di un imminente pericolo. Poco dopo fu condotto fuori dall'UFO e depositato incolume sulla riva del fiume nella sua posizione originaria. Parker raccontò anche che 19 anni dopo l'accaduto egli sarebbe entrato nuovamente in contatto con lo stesso UFO, salendo volontariamente sul veicolo, incontrandovi lo stesso essere femminile che aveva esaminato il suo corpo nel 1973 ed avendo con lei una conversazione in inglese. L'essere gli avrebbe comunicato un messaggio religioso, dicendogli che condividevano il nostro stesso Dio e che la Bibbia era un testo autentico; gli disse inoltre che la sua specie avrebbe voluto vivere sulla Terra, ma non poteva farlo a causa della tendenza dell'umanità verso la guerra e la distruzione.
Hickson apparve invece in un programma televisivo nel 1974 e parlò occasionalmente in alcune conferenze sugli UFO; in seguito scrisse insieme a William Mendez un libro sulla sua esperienza, intitolato UFO Contact at Pascagoula, pubblicato nel 1983 e ristampato nel 1987.
Nel 1976 la RAI ha prodotto e trasmesso Extra, un film TV in due parti ispirato direttamente ai fatti di Pascagoula.